# Hegemone (satélite)
Hegemone, também conhecido como Jupiter XXXIX, é um satélite natural de Júpiter. Ele foi descoberto por uma equipe de astrônomos da Universidade do Havaí liderada por Scott S. Sheppard em 2003, e recebeu a designação provisória S/2003 J 8.
Hegemone tem cerca de 3 km de diâmetro, e orbita Júpiter a uma distância média de 23 703 000 km em 745 500 dias, com uma inclinação de 153° com a eclíptica (151° com o equador de Júpiter), em uma direção retrógrada com uma excentricidade de 0,4077.
Foi nomeado em março de 2005 a partir de Hegemone, uma das Graças, e uma das filhas de Zeus (Júpiter).
Hegemone pertence ao grupo Pasife, que tem luas irregulares orbitando Júpiter a uma distância que varia entre 22 800 000 e 24 100 000 km, com inclinações variando de 144,5° a 158,3°.